# لمور موشی دنفاس
 لمور موشی دنفاس (نام علمی: Microcebus danfossi) نام یک گونه از سرده لمورهای موشی است.